# Mont des Géants
Der Mont des Géants (französisch für Berg der Riesensturmvögel) ist ein rund 30 m hoher Berg im Zentrum der Pétrel-Insel im Géologie-Archipel vor der Küste des ostantarktischen Adélielands.
Französische Wissenschaftler benannten den Berg 1977. Er ist das letzte verbliebene Rückzugsgebiet des Riesensturmvogels auf der Insel.